# Portret van Adriaen Banckert
Portret van Adriaen Banckert is een schilderij door de Noord-Nederlandse schilder Hendrick Berckman in het Rijksmuseum in Amsterdam.

## Voorstelling
Het stelt het portret voor van Adriaen Banckert, een Zeeuwse marineofficier, die zich onderscheidde tijdens de Noordse Oorlog tegen de Zweden. In maart 1659 liep zijn schip vast bij het eiland Ven nadat het haar ankers verloor. Toen de zee daarna dicht vroor leken zijn kansen verkeken en moest hij zijn bemanning met getrokken sabel tegenhouden zodat ze niet van boord zouden gaan. Toch slaagde hij erin drie dagen lang een aanval van een compagnie Zweedse soldaten, ondersteund door vijf schepen, af te slaan. Hiervoor ontving hij van de Admiraliteit van Zeeland een gouden penning ter waarde van honderd daalders.
Banckert is op het portret afgebeeld als admiraal met in zijn rechterhand een commandostaf en zijn linkerarm in zijn zij. Om zijn hals draagt hij een blauw lint met daaraan de gouden penning die hij in 1659 ontving van de Admiraliteit van Zeeland. Rechts is nog net het handvat van zijn sabel te zien. Op de achtergrond is een gedeelte van een gebouw te zien met rechts de zee. Het schilderij is met enkele wijzigingen in prent gebracht door Jean Dubois.

## Toeschrijving en datering
Het schilderij is rechtsonder in gesigneerd ‘HBerckman. f.[ecit]’ (H. Berckman heeft [dit] gemaakt). De inscriptie linksboven ‘ÆT[ATIS]·46.1648’ (op 46-jarige leeftijd [in het jaar] 1648) is later aangebracht. Het werk dateert van na 1665, toen Banckert benoemd werd tot viceadmiraal.

## Herkomst
De precieze herkomst van het werk is onbekend. Het wordt voor het eerst vermeld op een lijst van schilderijen in de Nationale Konst-Gallery in Den Haag opgesteld door Jan Gerard Waldorp. Bij de lijst horen enkele tekeningen waarop Waldorp aangaf in welke ruimten deze schilderijen zich bevonden, waarvoor hij op 9 februari 1801 126 gulden ontving. In 1808 werd het werk overgebracht naar het Koninklijk Museum in Amsterdam, de voorloper van het Rijksmuseum.